# The Westin Excelsior, Rome

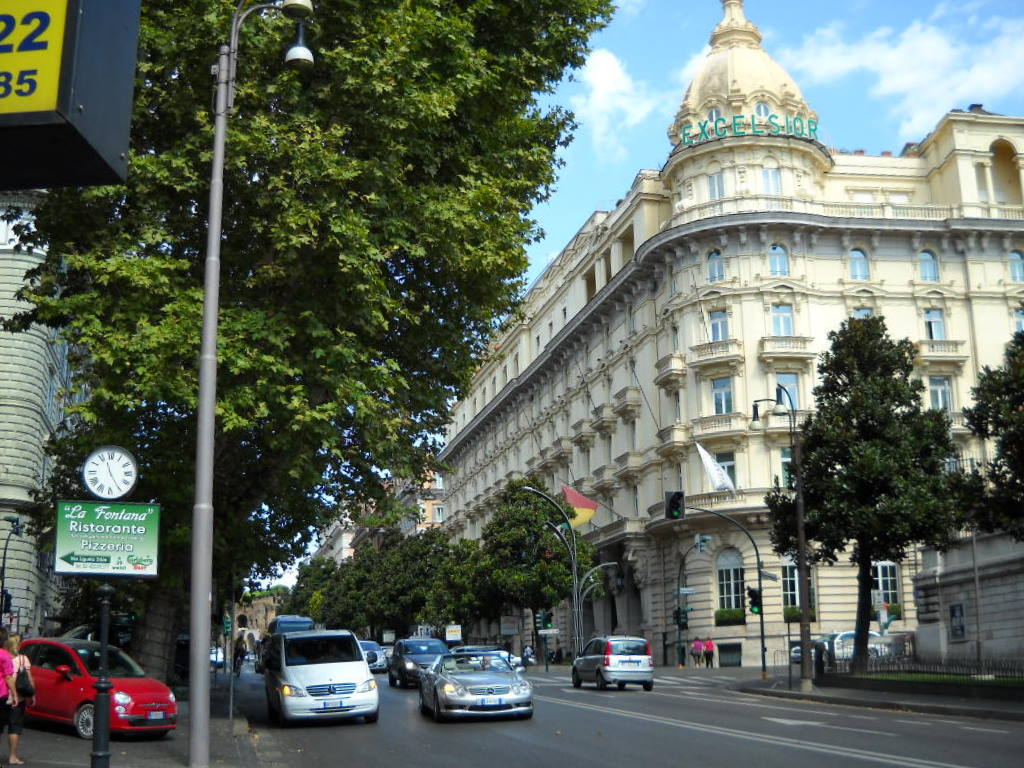
Vista do hotel na Via Vittorio Veneto.

The Westin Excelsior, Rome é um hotel de luxo localizado num quarteirão delimitado pela  Via Veneto (nº 125), onde fica a entrada principal, a Via Boncompagni, a Via Sicilia e a Via Marche, no rione Ludovisi de Roma.

## História
Construído entre 1095 e 1908 pela Actiengesellschaft für Hotelunternehmungen, baseada em Lucerna, na Suíça, o Hotel Excelsior foi inaugurado em 17 de janeiro de 1906. Em 1920, o hotel foi vendido para a CIGA (em italiano:  Compagnia Italiana Grandi Alberghi), uma rede italiana de hotéis de luxo. Em 1944, durante a Invasão Aliada da Itália, o edifício foi confiscado pelo Alto Comando dos Aliados e serviu de quartel-general do general Mark W. Clark.
A Aga Khan IV comprou a CIGA em 1985 e o revendeu para a rede Sheraton Hotels em 1994, que o incorporou à sua Luxury Collection. Em 1998, a rede Sheraton foi vendida para a Starwood Hotels e o Excelsior foi transferido para a Westin Hotels, uma subdivisão que foi rebatizada de The Westin Excelsior, Rome. O hotel propriamente dito foi completamente renovado em 2000 e depois novamente vendido para a Katara Hospitality, baseada no Qatar, em 2015 por € 222 milhões.

## Descrição
O hotel é conhecido por sua característica cúpula e pela sua suíte duplex Villa a la Cupola localizada no quinto e sexto pisos abaixo dela. Ela é conhecida como um dos quartos de hotel mais caros do mundo e inclui afrescos pintados à mão, cerca de sete quartos e um cinema privado.

## Cultura popular
O hotel hospedou o elenco e a produção de Ben Hur em 1959. La Dolce Vita foi filmado nas imediações do hotel no ano seguinte e Two Weeks in Another Town foi filmado no interior do hotel em 1962, assim como partes da série The Winds of War (1983). Em 3 de março de 1994, o cantor Kurt Cobain sofreu uma overdose num dos quartos do Hotel Excelsior.